# Corno Nero
Corno Nero (německy Schwarzhorn, v překladu „Černý roh“) (4322 m) je jeden z vedlejších vrcholů masivu Monte Rosa. Nachází se mezi hřebenem Ludwigshöhe a vrcholem Piramide Vincent, velmi blízko frekventované cesty mezi chatami Capanna Regina Margherita a Rigugio Gnifetti. Vzhledem k malé výšce nad okolním terénem (výškový rozdíl mezi patou hory a vrcholem je asi 30 m) je vrchol využíván jako zajímavá odbočka z cesty na jiné vrcholy spíše než jako cíl samostatných výprav.
Prvovýstup byl proveden 18. srpna 1873 Marcem Maglionim a Albertem de Rothschildem s průvodci Peterem a Nikolausem Knubelem, Eduardem Cupelinem a třemi nosiči.
Vrchol je ze tří stran obklopen ledovcem, východní stěna ale strmě klesá až do údolí Valsesia. Hora je skalnatá z výjimkou severozápadní stěny, která je pokryta ledem; touto stěnou vede také jediná obvyklá cesta na vrchol.